# 巴凯鲁什 (巴塞卢什)
巴凯鲁什 (巴塞卢什)是葡萄牙布拉加区的一个堂区。总面积8.54平方公里，总人口2033人，人口密度238.1人/平方公里。